# 多佛鎮區 (密歇根州奧齊戈縣)
多佛鎮區（英語：Dover Township）是位於美國密歇根州奧齊戈縣的一個行政鎮區。

## 地方資料
多佛鎮區的面積為91.22平方千米，當中陸地面積為91.09平方千米，而水域面積為0.13平方千米。根據2020年美國人口普查的數據，當地共有人口632人，而人口密度為每平方千米6.93人。